# Tök
Tök je vas na Madžarskem, ki upravno spada pod podregijo Pilisvörösvári Županije Pešta.